# إبراهيم بن حسن بن عجلان الحسني
سيف الدين إبراهيم بن حسن بن عجلان الحسني كان شريفًا (أميرًا) مشاركًا لمكة المكرمة من عام 1421 إلى عام 1423 إلى جانب والده حسن بن عجلان وشقيقه بركات بن حسن.
في 12 ربيع الأول 824 هـ (حوالي 17 مارس 1421) تلقى الشريف حسن مرسومًا من السلطان المظفر أحمد يؤكد حسن وبركات شريفين مشاركين على مكة، لكنه لم يمنح حسن طلب تعيين إبراهيم أيضًا أميرًا مشاركًا. وفي وقت لاحق من ذلك العام دخل إبراهيم مكة مع أنصاره وأمر المؤذن منفردًا بإدخال اسمه في الدعاء إلى جانب أبيه وأخيه. وظل اسمه يذكر في الدعاء والخطبة إلى سنة 826هـ (1423م)، حين أمر الحسن بإزالته.

## ملحوظات
1. ↑  Ibn Fahd 1988، صفحة 334.
2. ↑  al-Ghāzī 2009، صفحات 283–284.